# Sturmheide
Die Sturmheide ist ein 620 m hoher Berg westlich der Altstadt von Ilmenau (Thüringen).

## Geografie

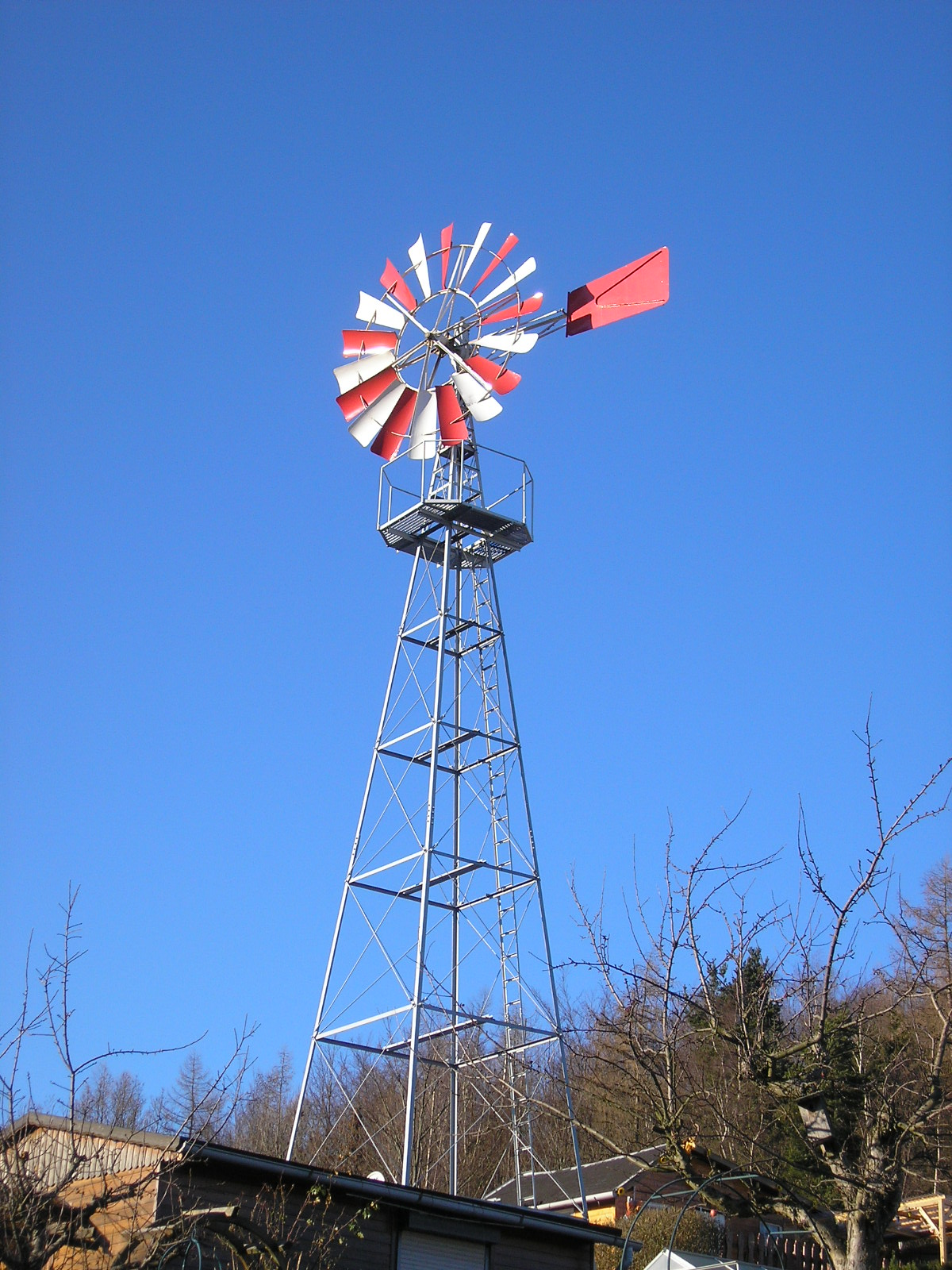
Das Windrad auf der Sturmheide ist weithin sichtbar

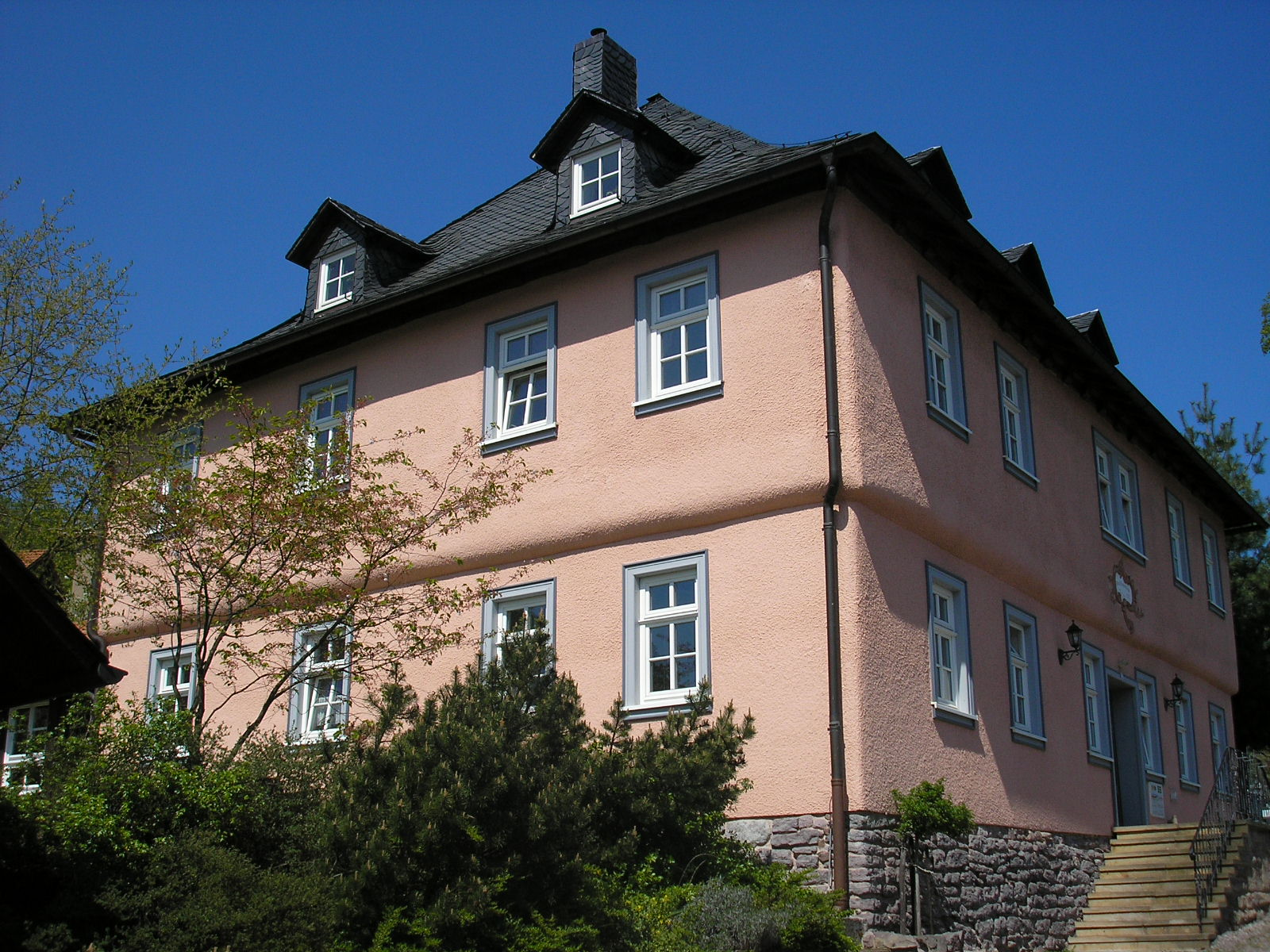
Das Zechenhaus

Die Sturmheide fällt nach Süden und Osten steil in die Stadt Ilmenau bzw. zum Tal der Ilm ab. Nach Norden fällt sie etwas flacher in Richtung Roda ab. Im Westen geht sie in den 702 Meter hohen Hangeberg über. 
Der Berg ist mehrheitlich mit Buchen bestanden. Die nordöstliche Seite der Sturmheide ist bebaut, dort befindet sich die sogenannte Ilmenauer Oberstadt, die bereits im 16. Jahrhundert entstand und als Wohnquartier der Bergarbeiter diente. Auf der Sturmheide liegen das Sonnebad (die erste Schrebergartenanlage Ilmenaus, entstanden in den 1920er-Jahren) und die Ravené-Hütte, ein Aussichtspunkt auf dem Gipfel der Sturmheide. Markantes Wahrzeichen ist das alte, rot-weiße Windrad auf der Sturmheide, welches man aus dem ganzen Ilmenauer Stadtgebiet sehen kann. Die Sturmheide ist die Wasserscheide zwischen Ilm im Süden und Gera bzw. Unstrut im Norden. 

## Geschichte
Die Sturmheide spielt für die Geschichte Ilmenaus eine sehr wichtige Rolle. Hier befanden sich nämlich seit dem 14. Jahrhundert bis etwa 1800 die Bergwerke der Stadt, in denen Silber und Kupfer gefördert wurden. Sie waren die Haupteinnahmequelle und der größte Arbeitgeber der Ilmenauer zu dieser Zeit. Die Metalle wurden in der alten Münze in Ilmenau zu hennebergischen, später auch zu sächsischen Talern verarbeitet. 
An die Tradition des Bergbaus erinnern heute noch das Zechenhaus und die Bergmannskapelle am Fuße der Sturmheide in der Ilmenauer Altstadt.

## Sonstiges
Über die Sturmheide verlaufen viele Wanderwege, so z. B. der Goethewanderweg Ilmenau–Stützerbach und die drei Ilmenauer Berggräben (Oberer, Mittlerer und Unterer). Sie dienten während der Bergbauzeit als Wasser- und damit Energiezulieferer für die Bergwerke, daneben auch zum Flößen von Holz aus den Wäldern bei Manebach und Stützerbach nach Ilmenau. Eine ingenieurtechnische Meisterleistung ist hierbei, dass vom Beginn des oberen Berggrabens im Freibachtal bei Stützerbach bis zur etwa 15 Kilometer entfernten Stadt Ilmenau ein gleichbleibendes Gefälle von etwa 90 Zentimetern auf 100 Metern eingehalten wurde. 
Nach der Sturmheide ist in Ilmenau auch die Straße Sturmheide benannt.
Koordinaten: 50° 41′ N, 10° 54′ O